# エドウィン・テノリオ
エドウィン・ロナルド・テノリオ・モンターニョ（スペイン語: Edwin Rolando Tenorio Montaño、1976年6月16日 - ）は、エクアドルの元サッカー選手。元エクアドル代表。ポジションはMF。

## 経歴

### クラブ
1995年にSDアウカスで選手となり、1999年にクラブ・ホルヘ・ウィルステルマンに期限付き移籍、2000年にティブロネス・ロホス・デ・ベラクルスに完全移籍したが、エクアドル国外では活躍できず帰国。2002年にバルセロナSCに加入した。2007年にLDUキトに移籍すると、その後はデポルティーボ・キトやコロンビアのデポルティーボ・ペレイラ等に在籍した。

### 代表
1998年10月14日に行われたブラジル代表戦でエクアドル代表初出場。
その後、2002 FIFAワールドカップに出場し、スターティングメンバーとして活躍した。また、2006 FIFAワールドカップではセグンド・カスティージョとのボランチでグループリーグを突破した。それ以外の大会としてはコパ・アメリカ2001、2002 CONCACAFゴールドカップ、コパ・アメリカ2004、コパ・アメリカ2007に出場した。
なお、2006年8月に行われたペルー代表との親善試合では主将を務めた。
最終的に2007年までエクアドル代表として、合計78試合に出場した。結局、代表では1得点もする事が出来なかったが、そのピッチ内外で見せる闘志と力強いシュートで味方の点数をサポートし続けた。

## 代表歴

### 出場大会
- エクアドル代表
  - 2002 FIFAワールドカップ
  - 2006 FIFAワールドカップ

### 試合数
- 国際Aマッチ 78試合 0得点（1998年-2007年）[5]

| エクアドル代表 | 国際Aマッチ | 国際Aマッチ |
| 年             | 出場        | 得点        |
| -------------- | ----------- | ----------- |
| 1998           | 1           | 0           |
| 1999           | 6           | 0           |
| 2000           | 10          | 0           |
| 2001           | 10          | 0           |
| 2002           | 13          | 0           |
| 2003           | 5           | 0           |
| 2004           | 9           | 0           |
| 2005           | 12          | 0           |
| 2006           | 8           | 0           |
| 2007           | 4           | 0           |
| 通算           | 78          | 0           |